# Kovancılar (district)
Kovancılar is een Turks district in de provincie Elazığ en telt 37.742 inwoners (2007). Het district heeft een oppervlakte van 961,8 km². Hoofdplaats is Kovancılar.
De bevolkingsontwikkeling van het district is weergegeven in onderstaande tabel.
| 1997   | 2000   | 2007   |
| ------ | ------ | ------ |
| 43.189 | 46.390 | 37.742 |